# Marihátag
Marihátag ([maɾiˈataɣ] en español; en cebuano: Marihatag, [mɐɾiˈhatɐɡ]) es un municipio filipino de tercera categoría, situado en la parte nordeste de la isla de Mindanao. Forma parte de la provincia de Surigao del Sur situada en la Región Administrativa de Caraga, también denominada Región XIII. Para las elecciones está encuadrado en el Primer Distrito Electoral.

## Geografía
Situado en el centro-oeste  de la provincia, 36 km al sudeste  de la ciudad de Tandag,  capital de la provincia.
Su término linda al norte con los municipios de San Miguel, Tago y Caguait; al sur con el de San Agustín; al este con el de mar de Filipinas; y al oeste con la provincia de Agusán del Sur, municipio de  Prosperidad.
Isla adyacente es la de Omangón (Omangon Island) frente a la costa del barrio de Arorogán. 

### Barrios
El municipio  de Marihátag se divide, a los efectos administrativos, en 12 barangayes o barrios, conforme a la siguiente relación:
| - Alegría - Amontay - Antipolo | - Arorogán - Bayan - Mahaba | - Mararag - Población - San Antonio | - San Isidro - San Pedro - Santa Cruz |

### Idioma
Sus habitantes emplean el dialecto Kamayo, una lengua menor que se habla además en la ciudad de Bislig y en parte de los municipios de San Agustín y Barobo. A principios del siglo XXI lo hablaban solamente 7.565 personas.

### Comunicaciones
- S00300, Carretera de Surigao a Dávao por la costa (Surigao-Davao Coastal Rd) entre las localidades de Caguait, al norte  y San Agustín, al sur. Esta carretera atraviesa los barrios de Amontay, Antipolo, Arorogán, Población, Alegría, Santa Cruz y San Antonio.

## Historia
El actual territorio de la provincia de Surigao del Sur fue parte de la provincia de Caraga durante la mayor parte de la Capitanía General de Filipinas (1520-1898).

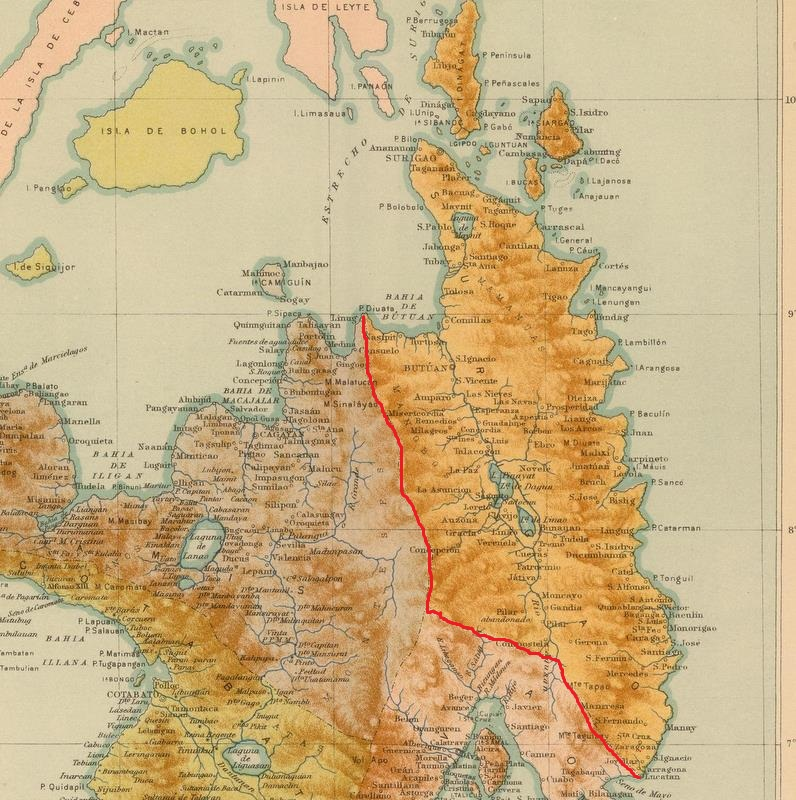
Provincia de Surigao en 1899.

A principios del siglo XX la isla de Mindanao se hallaba dividida en siete distritos o provincias.
El Distrito 3º de Surigao, llamado hasta 1858  provincia de Caraga, tenía por capital el pueblo de Surigao e incluía la  Comandancia de Butuan.
Uno de sus pueblos era Lianga que entonces contaba con 5,350 habitantes incluyendo las visitas de Oteiza, Marihátag, Javier, Lepanto,  Gamot, San José de Balú y Santo Niño;
Durante la ocupación estadounidense de Filipinas  fue creada la provincia de Surigao que contaba con  14  municipios.
El 10 de junio de 1955 el muncicipio de Oteiza cambia su nombre por el de Marihátag.
El 18 de septiembre de 1960 la provincia de Surigao fue dividida en dos: Surigao del Norte y Surigao del Sur.